# Semi-metrô

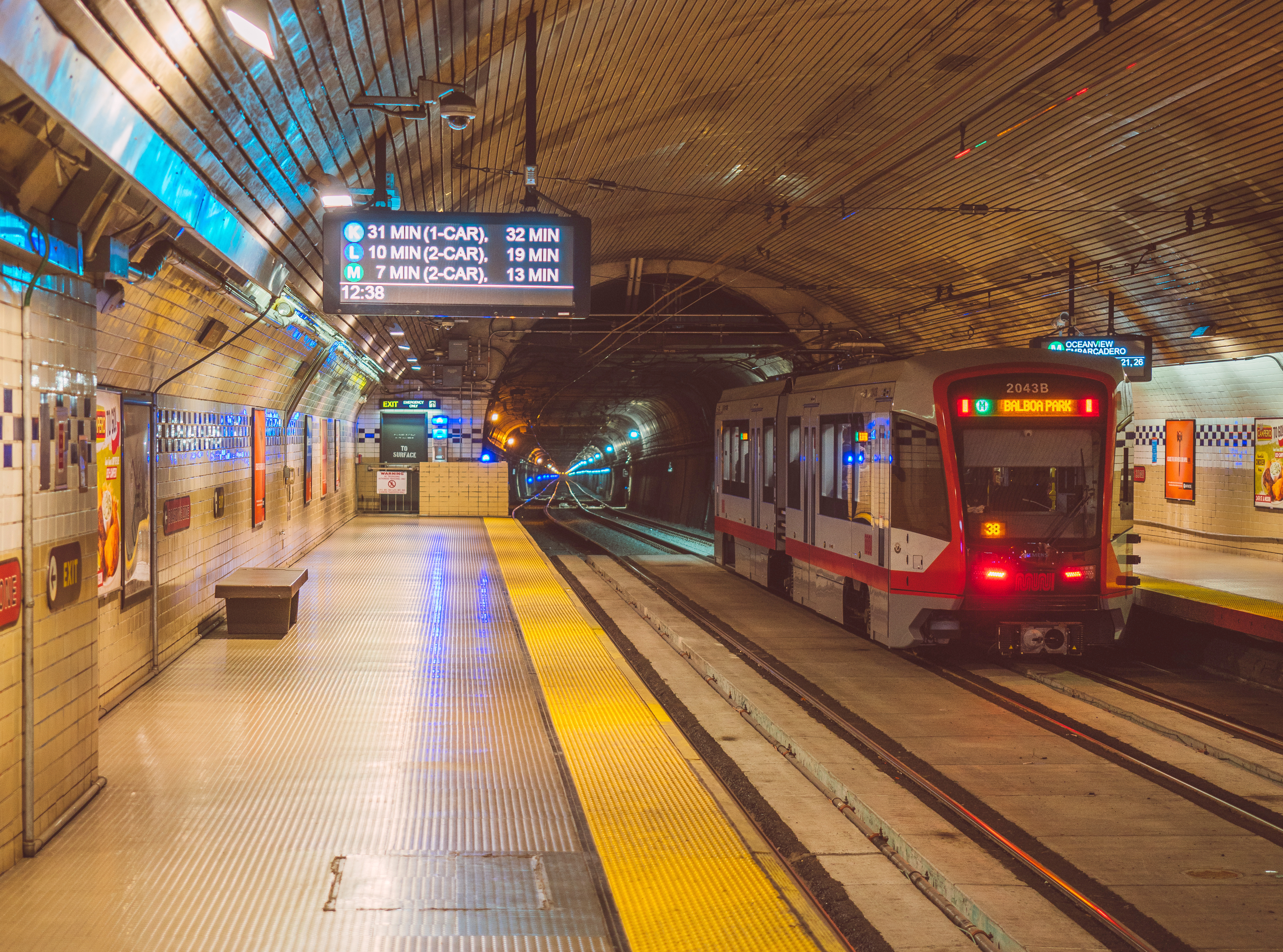
Estação Muni Metro Forest Hill

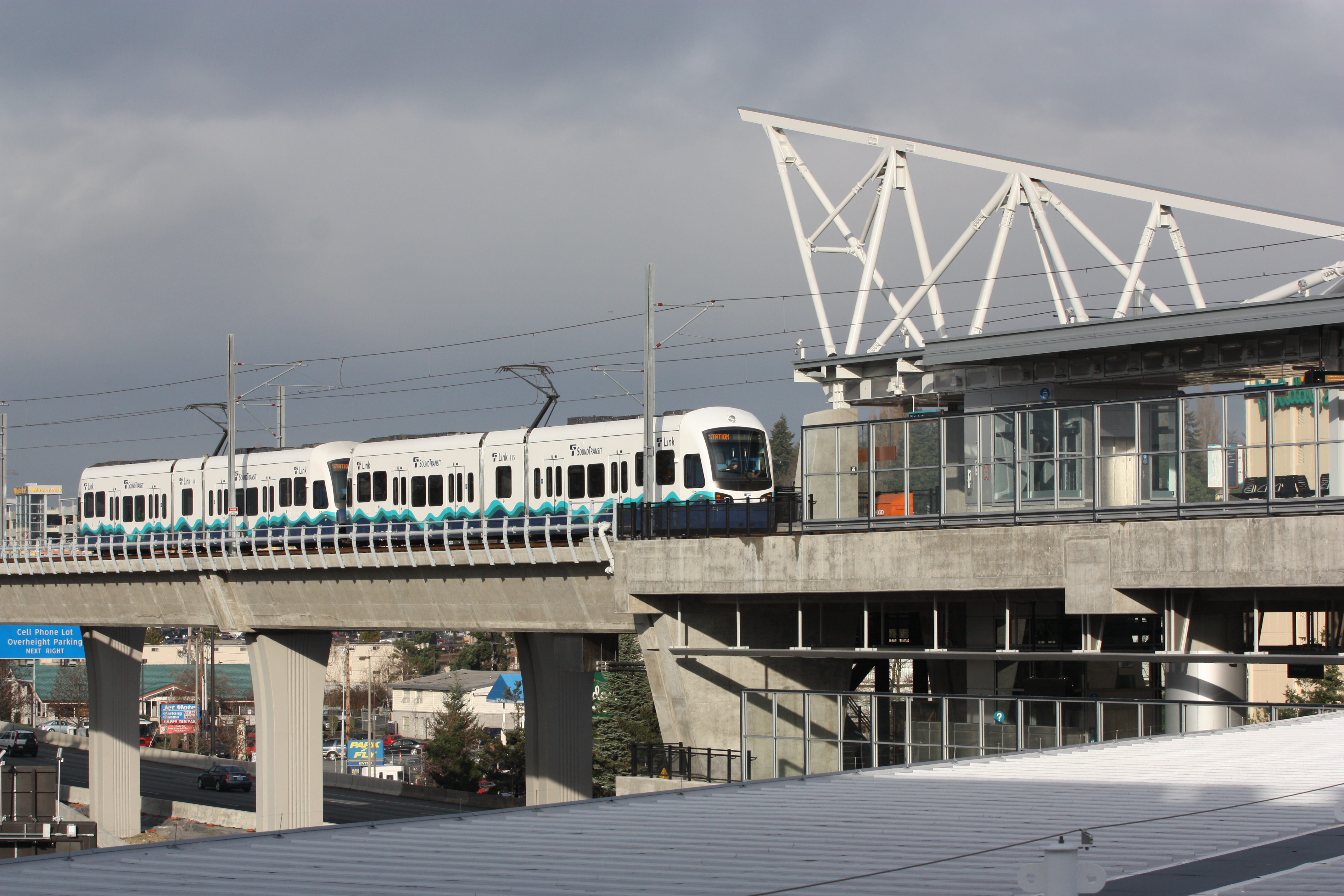
Estação do aeroporto Sound Transit

O semi-metrô  é um conceito em que os bondes(bra)/elétricos(prt) ou VLTs circulam parcialmente em uma via segregada por desnível, livre de conflitos, usando túneis e/ou viadutos.
São também referidos em inglês por subway-surface ou hybrid streetcar/lightrail, em  francês por tramway en tunnel e em Alemão por U-Straßenbahn.
Esses trechos de trilhos são projetados para funcionar como uma linha regular de metropolitano. As linhas de semi-metrô funcionam com carros de tram porque geralmente são desenvolvidas a partir de uma rede de tram existente.
Uma diferença fundamental em relação ao metropolitano é que as linhas de semi-metrô funcionam apenas parcialmente em túneis e/ou viadutos. Uma linha de metrô tem uma via totalmente livre de conflitos, geralmente por ser completamente separada por nível. As rotas de semi-metrô são operadas por trams regulares (com ou sem piso baixo) ou com veículos leves sobre trilhos especialmente desenvolvidos, como o Stadtbahn-car 'tipo B'.

## Características
O termo semi-metrô se enquadra no termo generalizado de "light rail" (metrô leve/ligeiro), que inclui muitos tipos de transporte moderno por tram.
O semi-metrô é, por si só, um conceito geral no qual se enquadram o pré-metrô e o stadtbahn. Embora mais barata do que uma linha de metrô, a construção de infraestrutura para rotas de semi-metrô muitas vezes ainda era muito cara. Portanto, às vezes as seções não eram construídas ou eram realizadas em fases. O entrelaçamento com a rede de trams existente é uma vantagem em comparação com a construção de uma linha separada de metrô leve. Muitas vezes, são necessários vários ramais de trams em nível para utilizar totalmente os túneis de alta capacidade.

## História
A primeira cidade a transportar uma parte de uma linha de tram pelo centro da cidade em um túnel foi Marselha, na França, em 1893, com sua estação subterrânea de Noailles (ver Tramway de Marseille(fr)). Inicialmente, ela era operada por carroças puxadas por cavalos. O próximo exemplo de destaque foi o metrô da Tremont Street (1897), em Boston, hoje parte da Linha Verde da MBTA. Bruxelas, Colônia e Frankfurt foram as pioneiras na Europa na década de 1960.

## Subtipos

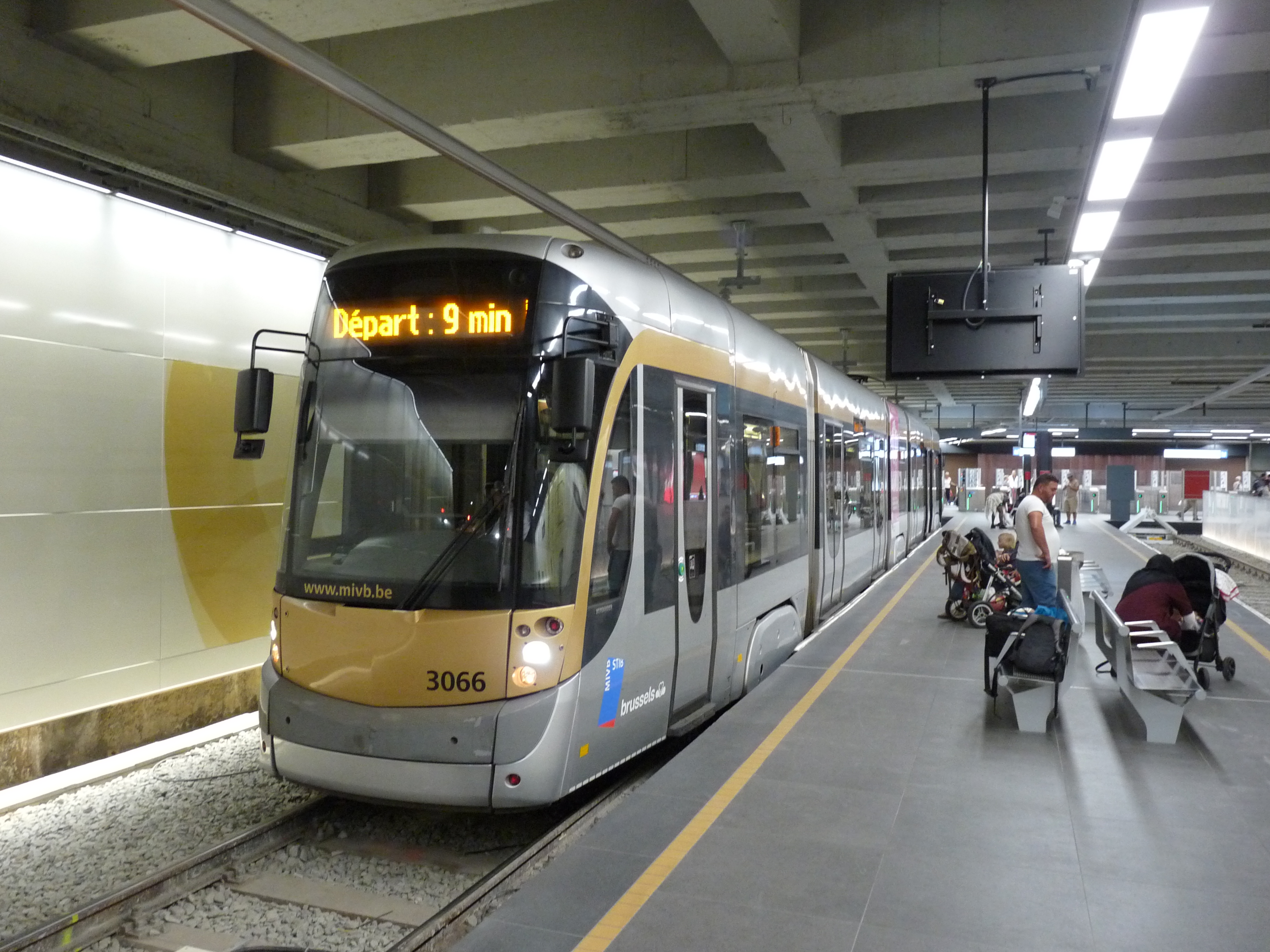
Estação Simonis, Bruxelas

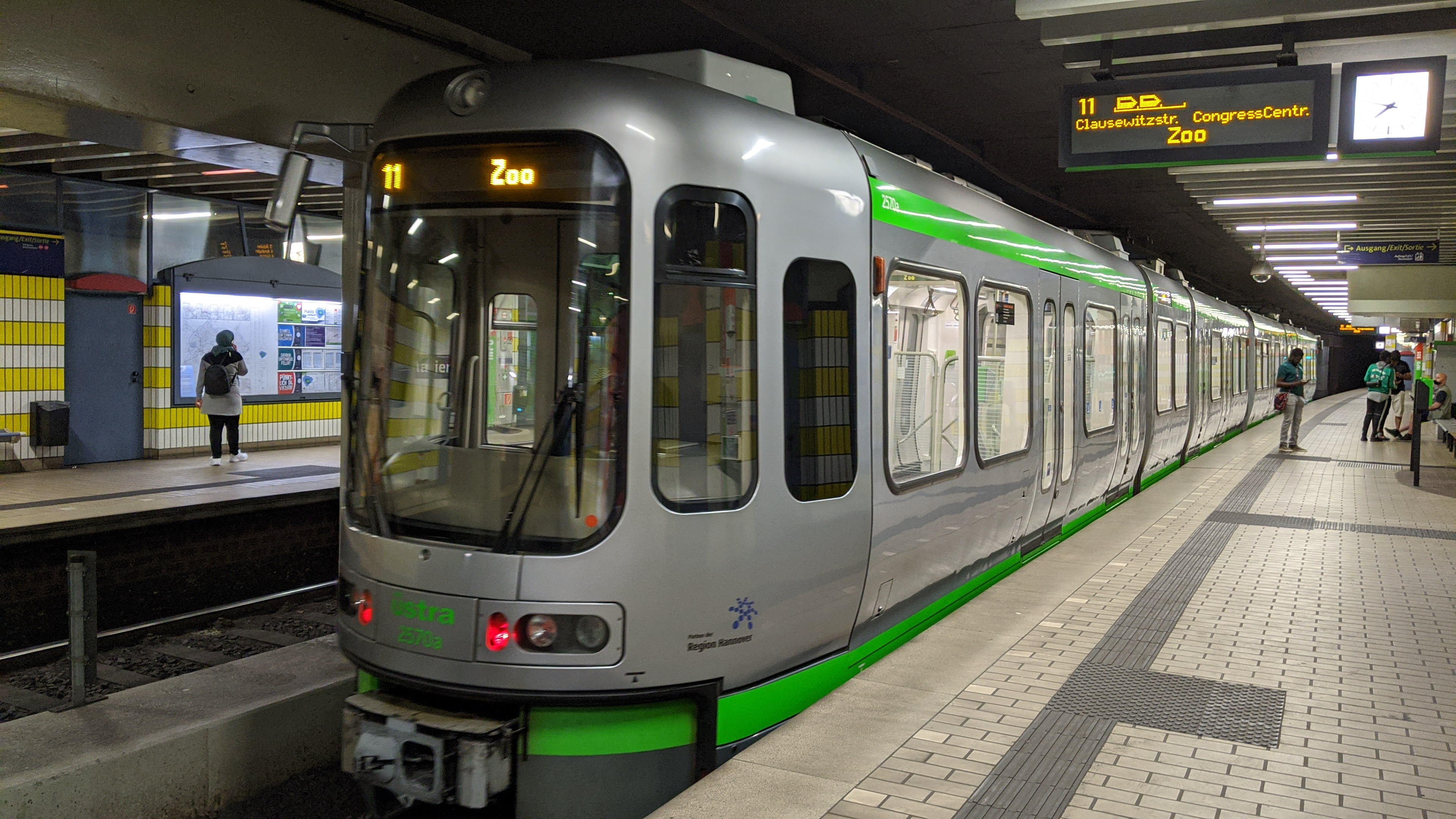
Estação Marienstraßea, Hanôver

As redes semi-metrô podem ser divididas em dois subtipos. Ambos os termos se referem a redes de trams em que os veículos de trams usam viadutos e/ou passam por túneis sob os centros das cidades, mas com pequenas diferenças:
Pré-metrô é basicamente o mesmo que semi-metrô: um tipo de transporte público no qual os trams circulam parcialmente separados por nível, usando túneis e/ou viadutos. Geralmente, também é desenvolvido a partir de uma rede de trams clássica existente. No entanto, há um fator distintivo claro: o pré-metrô usa infraestrutura que foi explicitamente construída com a ambição de ser transferida para usar trens de metrô no futuro. Um exemplo é o pré-metrô em Bruxelas, onde várias linhas de pré-metrô foram ou serão convertidas em linhas completas de metrô pesado.
O Stadtbahn também é um meio de transporte intermediário entre o metrô e o tram. Ele se originou na Alemanha, adaptando as redes de trams existentes. Aqui, trams especialmente desenvolvidos circulam no subsolo por meio de túneis em áreas urbanas centrais. As linhas de Stadtbahn podem ser subdivididas de acordo com os tipos de material rodante.
Há linhas em que circulam trams expressos completos (ou seja, com 2,65 m de largura), com carrocerias de vagões longos: Colônia, Frankfurt e Estugarda, entre outras.
Há redes em que, no início da operação, eram usados  Stadtbahn mais estreitos com carrocerias mais curtas: Hanôver (TW6000) e Bielefeld (Düwag M/N).
A partir do final do século XX, também surgiram linhas Stadtbahn com tram de piso baixo: Dortmund (U43 e U44), Düsseldorf (Wehrhahnlinie) e Colônia (1, 7, 9, 12 e 15).

## Exemplos
Há muitas regiões com formas de metrô leve, mas apenas algumas onde o metrô leve usa túneis e/ou viadutos. Nos Estados Unidos, os sistemas de São Francisco e Boston são os mais mencionados. Além disso, as redes de Buffalo, Seattle e as linhas de metrô leve em Cleveland também são consideradas semi-metrô. Exemplos notáveis na Alemanha são Hannover e Frankfurt, embora localmente sejam chamados de Stadtbahn. No Reino Unido, o metrô Tyne and Wear é, por definição, um sistema semi-metrô devido às oito passagens de nível. Durante várias décadas, um sistema semi-metrô foi construído na cidade neerlandesa de Haia. Um exemplo mais recente na Espanha é o Metro Ligero de Madrid.